# Scena

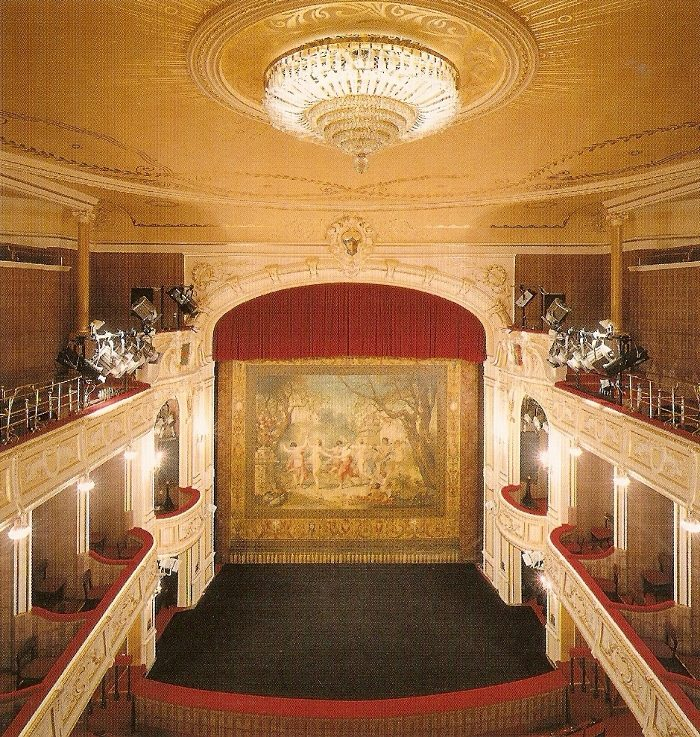
Proscenium w Teatrze Polskim w Bielsku-Białej

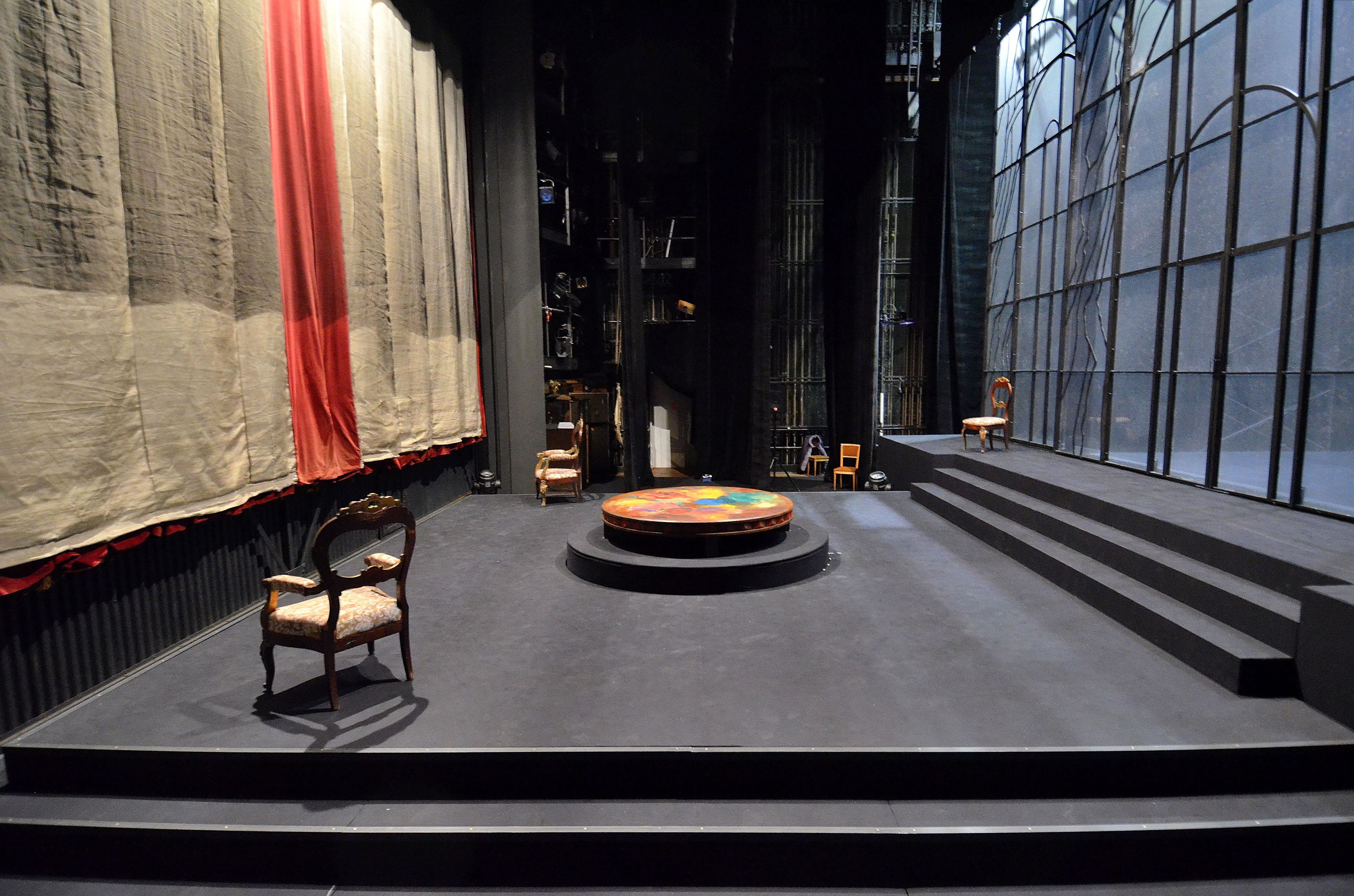
Scena Teatru Polskiego w Warszawie

Scena – przestrzeń (podwyższenie) w budynku teatralnym przeznaczona do wystawiania utworów, usytuowana powyżej widowni i oddzielona od niej kurtyną, odpowiednio wyposażona pod względem technicznym, stanowiąca miejsce gry aktorów.
Część sceny wysunięta przed kurtynę nosi nazwę proscenium.

## Opis
Na przestrzeni dziejów nowożytnych ukształtowały się różne odmiany scen:
- pudełkowa (włoska) – oddzielona jest od widowni rampą i kurtyną.
- otwarta (estradowa) – pozbawiona kurtyny, może być otoczona widownią z trzech stron. Ten rodzaj sceny wywodzi się z teatru elżbietańskiego
- en ronde – w kształcie koła lub czworoboku, otoczona jest widownią z czterech stron.

W okresie średniowiecza stosowano sceny zbudowane z kilku pawiloników o ażurowych ściankach tzw. "mansjony", w nich kolejno, rozgrywała się akcja przedstawienia. Widz przez cały czas widział dekoracje potrzebne do odegrania całego przedstawienia. Do symultanicznego odgrywania sztuk aranżowano też scenę celkową (terencjańską). Do ustawianej na podium stałej ścianki dostawiano prostopadle przegrody tworząc szereg pawilonów zwanych "celkami". W odróżnieniu od mansjonów celki, w których nie rozgrywano w danej chwili akcji były zasłonięte.
W okresie renesansu, po ponownym odkryciu dramatów greckich, zaprzestano symultanicznego sposobu przedstawiania akcji. Wprowadzono ruchome dekoracje, na których tle rozgrywały się poszczególne sceny. Przed i po przedstawieniu scena zasłaniana była kurtyną. Stosowano też scenę obrotową i zapadnie.